# Kasteel van Heks
Het kasteel van Heks is een Belgisch kasteel, gelegen in het dorp Heks (deelgemeente van Heers) in de provincie Limburg.
Het paleisachtige kasteel werd vanaf 1770 gebouwd, waarschijnlijk door de Luikse architect Etienne Fayen, voor prins-bisschop van Luik Franciscus Karel de Velbrück.
Als liefhebber van de natuur zocht de prins-bisschop deze plek uit in de licht heuvelende Haspengouw om er zijn zomerverblijf en lusthof te bouwen. Hij liet er een Chinese tuin, een rozentuin en een groentetuin aanleggen. Later werd het kasteel verfraaid met een van de eerste landschapsparken op het Europese vasteland, geïnspireerd door Engelse tuinarchitectuur van Capability Brown.
Hij overleed op zijn domein in 1784. Het domein is in bezit van de familie d'Ursel.
De rozentuin beschikt nu (2004) over een uitzonderlijk assortiment rozenvariëteiten waarvan de oudste in de oorspronkelijke tuin aanwezig waren. De tuinen en het park zijn open voor het publiek tijdens het eerste weekend in juni en het tweede weekend van september.
Het kasteel figureert in de film Monsieur Hawarden van Harry Kümel uit 1968.